# 莫莱特
莫莱特（法語：Maulette，法語發音：[molɛt]）是法国中北部法兰西岛大区伊夫林省的一个市镇，属于芒特拉若利区。 

## 地理
莫莱特（48°47'35"N, 1°37'14"E）面积7.89 平方千米，位于法国法蘭西島大區伊夫林省，该省份为法国北部内陆省份，北起瓦兹河谷省，西接厄尔省，西南接厄尔-卢瓦省，东南接埃松省，东临上塞纳省。
与莫莱特接壤的市镇（或旧市镇、城区）包括：布蒂尼-普鲁艾、巴赞维尔、布尔多内、达讷马里、冈拜、乌当、里什堡、古桑维尔。

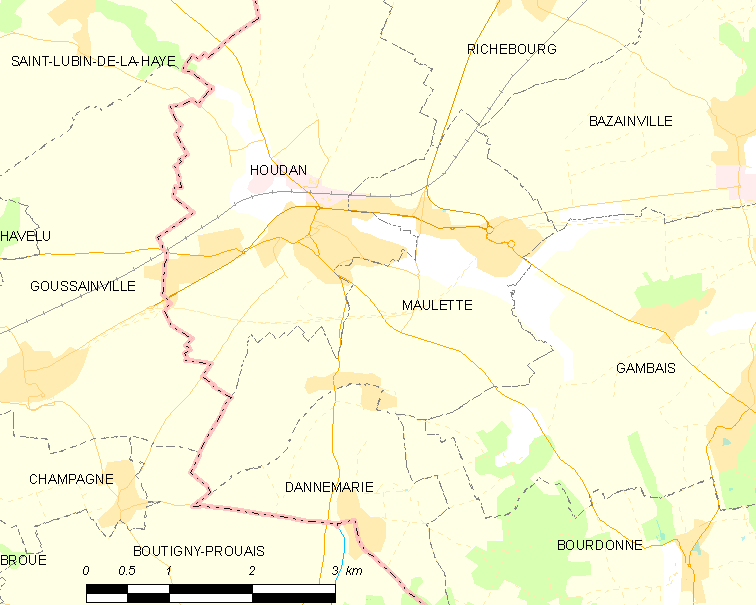
莫莱特的OSM定位图

莫莱特的时区为UTC+01:00、UTC+02:00（夏令时）。

## 行政
莫莱特的邮政编码为78550，INSEE市镇编码为78381。

## 政治
莫莱特所属的省级选区为塞纳河畔博尼耶尔县。

## 人口

1962-2008年间莫莱特人口变化图示

莫莱特于2022年1月1日时的人口数量为1054人。